# ウィリアム・ラボフ
ウィリアム・ラボフ（英語: William Labov, [ləˈboʊv] 1927年12月4日 - 2024年12月17日）は、アメリカ合衆国の言語学者でペンシルベニア大学の教授。社会言語学、方言学を研究する。1963年のマーサズ・ヴィニヤードの社会的方言を扱った修士論文で注目を浴びる。ニューヨークの調査を発表したThe Social Stratification of English in New York City (1966)は学界に大きな影響を与える。黒人英語を独自の体系を持った言語として擁護し、下層の黒人の標準語の教育を充実させるべきだと主張した。

## 略歴
- 1927年 - アメリカのニュージャージー州のラザフォードで生まれる。
- 1948年 - ハーバード大学を卒業する。
- 1949年～1961年 - 化学関連の企業で働く。
- 1963年 - 言語学に転向しコロンビア大学に入り博士号をとる。
- 1964年～1970年 - 同大学助教授。
- 1971年 - ペンシルベニア大学の教授になる。
- 1977年 - 同大学の言語研究室の主任になる。

## 著書
- Language in the Inner City: Studies in Black English Vernacular (1972)
- Principles of  Sociolinguistic Patterns (1972)
- Linguistic Change (vol.I Internal Factors, 1994; vol.II Social Factors, 2001）
- The Atlas of North American English (2006).（共著Sharon Ash, Charles Boberg）